# Canal Kurnool-Cuddapah
El canal Kurnool-Cuddapah és un canal de reg i abans de transport a Andhra Pradesh, Índia. Surt de la resclosa de Sunkesula al riu Tungabhadra, a uns 27 km abans de la ciutat de Kurnool i recorre 306 km pels districtes de Kurnool i de Cuddapah fins a arribar al Penner, on hi ha una resclosa al punt d'unió i, per tant, la ciutat de Kudapa (Cuddapah).
Fou construït a partir de 1858 per la companyia "Madras Irrigation and Canal Company"; tenia grans projectes encoratjats per Sir A. Cotton però aviat va caure en problemes financers i encara que va acabar el canal no en va començar cap més. Es va acabar el 1882, i les deficiències de construcció, la manca d'aigua, el recórrer territoris fèrtils on l'aigua no era imprescindible, i altres factors el van convertir en un fracàs.